# Ba khảo họa nhân vật dưới chân thập giá
Three Studies for Figures at the Base of a Crucifixion (tạm dịch: Ba khảo họa nhân vật dưới chân thập giá) là bộ tam liên họa của họa sĩ người Anh gốc Ireland, Francis Bacon. Tranh được phác họa năm 1944.